# Polyrhaphis confusa
Polyrhaphis confusa är en skalbaggsart som beskrevs av Lane 1978. Polyrhaphis confusa ingår i släktet Polyrhaphis och familjen långhorningar. Inga underarter finns listade i Catalogue of Life.